# Mistrzostwa Azji w Piłce Ręcznej Kobiet 1991
Mistrzostwa Azji w Piłce Ręcznej Kobiet 1991 – trzecie mistrzostwa Azji w piłce ręcznej kobiet, oficjalny międzynarodowy turniej piłki ręcznej o randze mistrzostw kontynentu organizowany przez AHF mający na celu wyłonienie najlepszej żeńskiej reprezentacji narodowej w Azji. Odbył się w dniach 22–31 sierpnia 1991 roku w japońskim mieście Hiroszima. Mistrzostwa były jednocześnie eliminacjami do IO 1992.
Tytuł zdobyty w 1989 roku obroniła reprezentacja Korei Południowej zyskując jednocześnie awans na Letnie Igrzyska Olimpijskie 1992.

## Faza grupowa
|  | Korea Południowa | 27:18 | Chiny | Hiroszima |
|  |                  | 27:18 |       | Hiroszima |

|  | Japonia | 23:14 | Korea Północna | Hiroszima |
|  |         | 23:14 |                | Hiroszima |

|  | Korea Południowa | 36:19 | Korea Północna | Hiroszima |
|  |                  | 36:19 |                | Hiroszima |

|  | Chiny | 38:18 | Chińskie Tajpej | Hiroszima |
|  |       | 38:18 |                 | Hiroszima |

|  | Japonia | 36:18 | Chińskie Tajpej | Hiroszima |
|  |         | 36:18 |                 | Hiroszima |

|  | Chiny | 27:19 | Korea Północna | Hiroszima |
|  |       | 27:19 |                | Hiroszima |

| 28 sierpnia 1991 | Korea Południowa | 33:25 | Japonia | Hiroszima |
| 28 sierpnia 1991 |                  | 33:25 |         | Hiroszima |

| 28 sierpnia 1991 | Korea Północna | 28:27 | Chińskie Tajpej | Hiroszima |
| 28 sierpnia 1991 |                | 28:27 |                 | Hiroszima |

| 31 sierpnia 1991 | Japonia | 20:18 | Chiny | Hiroszima |
| 31 sierpnia 1991 |         | 20:18 |       | Hiroszima |

| 31 sierpnia 1991 | Korea Południowa | 39:20 | Chińskie Tajpej | Hiroszima |
| 31 sierpnia 1991 |                  | 39:20 |                 | Hiroszima |

## Klasyfikacja końcowa
| Miejsce | Reprezentacja    | Uwagi          |
| ------- | ---------------- | -------------- |
| złoto   | Korea Południowa | awans: IO 1992 |
| srebro  | Japonia          | -              |
| brąz    | Chiny            | -              |
| 4       | Korea Północna   | -              |
| 5       | Chińskie Tajpej  | -              |